# Dağlı (Zaqatala)
Dağlı (fino al 2015: Əli Bayramlı) è un comune dell'Azerbaigian situato nel distretto di Zaqatala. Conta una popolazione di 2 770 abitanti.